# Nemoria consimilis
Nemoria consimilis là một loài bướm đêm trong họ Geometridae.